# ناحیه ریج وی، میشیگان
ناحیه ریج وی (به انگلیسی: Ridgeway Township) یک منطقهٔ مسکونی در ایالات متحده آمریکا است که در شهرستان لناوی، میشیگان واقع شده‌است.
 ناحیه ریج وی ۷۴٫۳ کیلومتر مربع مساحت و ۱٬۵۸۰ نفر جمعیت دارد و ۲۰۹ متر بالاتر از سطح دریا واقع شده‌است.